# Revelillas
Revelillas es una localidad del municipio de Valderredible (Cantabria, España). Está localizada a 875 m s. n. m., y dista 18 km de la capital municipal, Polientes. En el año 2024 contaba con una población de 15 habitantes (INE).

## Paisaje y naturaleza
Revelillas es uno de los pueblos más sureños de Valderredible situado justo en el borde del talud que desciende desde los estratos rocosos de La Lora. Los terrenos que rodean al caserío se cultivan de trigo y patatas. Las formaciones boscosas son de hayas en la franja sur próxima al páramo y de roble albar en el monte de La Mesa que comparte con el vecino pueblo de Villamoñico.

## Patrimonio histórico
La iglesia de San Esteban se concibió en torno al siglo XIII como un modesto edificio de reducidas dimensiones con cabecera recta-que se reformaría dos siglos más tarde- y con espadaña a los pies que pasó a formar parte de la torre campanario levantada en 1780.
- Datos: Q9068448